# 費爾普萊鎮區 (印地安納州格林縣)
費爾普萊鎮區（英語：Fairplay Township）是位於美國印地安納州格林縣的一個行政鎮區。

## 地方資料
根據2010年美國人口普查的數據，費爾普萊鎮區的面積為67.80平方千米，當中陸地面積為67.00平方千米，而水域面積為0.80平方千米。當地共有人口575人，而人口密度為每平方千米8.48人。